# George B. McClellan
George Brinton McClellan, född 3 december 1826 i Philadelphia, död 29 oktober 1885 i Orange, var en amerikansk militär och politiker. McClellan var generalmajor i unionsarmén (Nordstaterna) under amerikanska inbördeskriget, Demokraternas presidentkandidat i presidentvalet 1864 mot Abraham Lincoln och guvernör i New Jersey 1878–1881.
Under det amerikanska inbördeskriget organiserade McClellan Potomac-armén och tjänstgjorde från november 1861 till mars 1862 som högste militäre befälhavare för unionsarmén. McClellan var en skicklig organisatör och spelade en viktig roll under krigets inledning genom att sätta upp en vältränad och välorganiserad armé för unionen, den så kallade Potomacarmén. På slagfältet var han dock passiv och avvaktande. Han övervärderade ofta motståndarnas styrkor och tvekade att använda sina reserver i lägen som kunde givit avgörande segrar. Som överbefälhavare var han ofta hånfull, arrogant och ohörsam mot presidenten.
General McClellan förlorade med tiden president Abraham Lincolns förtroende. Sedan han fråntagits sitt befäl blev han Demokraternas kandidat i presidentvalet 1864 och förlorade mot Lincoln. Hans parti hade ett antikrigsprogram med löfte om att avsluta kriget och förhandla med Konfederationen.
De flesta specialister på perioden ser i dag McClellan som en dålig general på slagfältet. Det finns dock även en minoritetsuppfattning att han egentligen var en duglig befälhavare, men att hans rykte solkades ned av anhängare till Lincoln, vilka behövde en syndabock för unionens misslyckanden.

## Inledning
Under amerikanska inbördeskriget organiserade McClellan Potomac-armén och tjänstgjorde en kort tid (november 1861 till mars 1862) som högste militäre befälhavare för unionsarmén. I krigets inledning spelade han en viktig roll för att sätta upp en vältränad och organiserad arme för unionen. McClellan var noggrann när han planerade och förberedde sig, men dessa personlighetsdrag kan ha begränsat hans förmåga att utmana aggressiva motståndare på ett högrörligt slagfält. Han övervärderade oftast motståndarnas styrkor och tvekade att använda större arméenheter, han lämnade ofta stora delar av sin armé sysslolös vid avgörande tillfällen.
McClellans insats i unionens militära offensiv mot Virginia Peninsula 1862, kallad Peninsula campaign, slutade i fiasko. I inledningen mötte han den lika försiktiga Joseph E. Johnston, som sårades och ersattes av general Robert E. Lee. Trots att denne hade en mindre armé tvingades McClellan till reträtt och hans mål att inta konfederationens huvudstad Richmond misslyckades. Hans insatser vid det blodiga slaget vid Antietam stoppade Lees invasion i Maryland, men tillät Lees numerärt underlägsna styrkor att undkomma. Resultatet blev att McClellans ledarskapsförmåga i strid blev ifrågasatt av president Abraham Lincoln, som efter en tid fråntog McClellan befälet. Först från uppdraget som högste befälhavare, sedan från Potomac-armén. Lincolns citat blev välkänt: ”Om general McClellan inte vill använda armén, skulle jag vilja låna den ett tag.” Trots detta var McClellan den mest populäre befälhavaren bland manskapet, som kände att han hade deras välgång som sin högsta prioritet.
General McClellan misslyckades också med att behålla Lincolns förtroende, och han var hånfull och ohörsam mot presidenten som överbefälhavare. Sedan han fråntagits sitt befäl, blev han Demokraternas kandidat i presidentvalet 1864 och förlorade mot Lincoln. Hans parti hade ett antikrigsprogram, med löfte om att avsluta kriget och förhandla med Konfederationen.
Han var guvernör i New Jersey från 1878 till 1881. Han blev senare författare och försvarade det han gjorde under inbördeskriget.
Trots att den stora majoriteten av nutida auktoriteter ser McClellan som en dålig general på slagfältet, finns det en liten skara historiker som menar att han egentligen var en mycket duglig befälhavare, men att hans rykte solkades ned av anhängare till Lincoln, som behövde en syndabock för unionens inledande misslyckanden. Det är därför inte lätt att värdera hans eftermäle. Efter kriget ombads Ulysses S. Grant att värdera McClellan som general. Han svarade: "McClellan är, för mig, ett av krigets mysterier." 

## Tidigt liv och karriär

### Familj och utbildning
McClellan föddes i Philadelphia. Han var son till en framstående oftalmolog, läkaren George McClellan, som grundade Jefferson Medical College. Hans mor var Elizabeth Steinmetz Brinton McClellan tillhörde en framstående familj i Pennsylvania. Paret fick fem barn, Frederica, John, George, Arthur och Mary. Deras farfar var generalen från amerikanska revolutionen Samuel McClellan från Woodstock, Connecticut. George B. McClellan började vid University of Pennsylvania 1840 vid 13 års ålder. Från början hade han tänkt sig att läsa juridik, men ändrade sig efter två år och ville bli militär. Med hjälp av ett brev från sin far till president John Tyler kom han in på militärakademin 1842, med ett undantag från den normala åldersgränsen på 16 år.
På United States Military Academy i West Point var han en energisk och ambitiös kadett, som var mycket intresserad av den undervisning som Dennis Hart Mahan gav och av Antoine-Henri Jominis strategiska principer. Hans närmaste vänner var aristokratiska sydstatare som James Stuart, Dabney Maury, Cadmus M. Wilcox och A.P. Hill. Dessa vänskapsband gav McClellan det som han såg som en insikt i sydstaternas sinnelag, en förståelse för de politiska och militära betydelserna av de skillnader inom USA som ledde till inbördeskriget. Han tog examen 1846, näst bäst i sin årskull av 59 kadetter, och förlorade förstaplatsen (till Charles Seaforth Stewart) bara för att han var dålig på att rita. Han fick tjänst i amerikanska arméns ingenjörtrupper.

### Mexikanska kriget
McClellans första tjänst var vid ett ingenjörskompani vid West Point, men han fick snabbt order om att segla till Mexikanska kriget. Han anlände nära Rio Grandes mynning i oktober 1846, väl förberedd för strid med en dubbelpipig hagelbössa, två pistoler, en sabel, ett litet svärd och en Bowiekniv. Han klagade på att han hade kommit fram för sent för att delta i den amerikanska segern vid Monterrey i september. Under en tillfällig vapenvila där general Zachary Taylors styrkor väntade på att få delta i strid, fick McClellan dysenteri och malaria. Han blev därför kvar i sjukhus i närmare en månad. Malarian skulle komma tillbaka senare, han kallade den sin "mexikanska sjukdom" Han tjänstgjorde modigt som ingenjörsofficer under kriget, under fientlig eld vid flera tillfällen, och befordrades till premiärlöjtnant för slagen vid Contreras och Churubusco och till kapten för slaget vid Chapultepec, Han utförde rekognosering för generallöjtnant Winfield Scott, en nära vän till McClellans far.
McClellans erfarenheter under kriget gjorde att han utvecklade en del inställningar som påverkade hans senare militära och politiska karriärer. Han lärde sig att föredra att angripa flankerna framför frontalangrepp (vilket Scott använde vid slaget vid Cerro Gordo) och värdet av belägringar (Veracruz). Han bevittnade hur Scott framgångsrikt balanserade politiska och militära ting, och hans goda relationer med civilbefolkningen där han invaderade, med strikt disciplin hos sina soldater för att minimera skadorna på civil egendom. Han utvecklade också avsmak för frivilliga soldater och officerare, särskilt för politiker som inte brydde sig det minsta om disciplin eller träning.

### Fredstida tjänstgöring
McClellan återvände till West Point för att ta befäl över sitt ingenjörkompani, vilket var anslutet till militärhögskolan i syfte att träna kadetter i ingenjörsarbeten. Han tyckte inte om den tråkiga, fredstida tjänsten i garnison, trots att han fann stort nöje i det sociala livet. I juni 1851 fick han förflyttning till Fort Delaware, ett tegelbygge under konstruktion på en ö i Delawarefloden, 64 km nedströms Philadelphia. I mars 1852 fick han order att inställa sig hos kapten Randolph B. Marcy vid Fort Smith, Arkansas, för att vara andrebefäl vid en expedition för att upptäcka källorna till Red River. I juni nådde expeditionen källan till den norra förgreningen och Marcy gav en liten biflod namnet McClellan's Creek. Vid deras återkomst till civilisationen den 28 juli, blev de förbluffade över att upptäcka att de hade blivit uppgivna såsom döda. En sensationell historia hade nått pressen om att expeditionen hade hamnat i bakhåll av 2 000 Comancher och dödad till siste man.
På hösten 1852 publicerade McClellan en manual om bajonettaktik, som han hade översatt från sitt franska original. Han fick också i uppdrag att undersöka floder och hamnar i Texas. År 1853 deltog han i undersökningar inför byggandet av Pacific Railroad, på befallning av USA:s krigsminister Jefferson Davis, för att välja en sträckning för den första transkontinentala järnvägen. McClellan undersökte en nordlig sträckning längs 47:e och 49:e breddgraderna från St. Paul, Minnesota, till Puget Sound. Under uppdragets gång visade han en tendens att vara ohörsam mot höga politiker. Isaac Stevens, guvernör i Washingtonterritoriet, blev missnöjd med McClellans resultat när han undersökte bergspass i Kaskadbergen. (McClellan valde Yakima Pass utan en noggrann rekognoscering och vägrade följa guvernörens order att ta en grupp genom passet i vinterväder, då han litade på felaktiga uppgifter om snödjupet i området. Han missade också tre mycket bättre bergspass i den omedelbara närheten, vilka skulle komma att bli de som användes för järnvägar och landsvägar.) Guvernören beordrade McClellan att lämna över expeditionens loggböcker, men McClellan vägrade styvnackat, förmodligen för att han skämdes över personliga kommentarer som han hade gjort genom hela loggböckerna.
När McClellan återvände österut, började han uppvakta Ellen Mary Marcy (1836–1915), dottern till hans tidigare befälhavare. Ellen, eller Nelly, tackade nej till McClellans första frieri, ett av nio som hon fick från olika män, inklusive McClellans vän från West Point, A.P. Hill. Ellen tackade ja till Hills frieri 1856, men hennes familj godkände honom inte och han drog tillbaka frieriet.
I juni 1854 skickades McClellan på ett hemligt rekognosceringsuppdrag till Santo Domingo på order från Jefferson Davis. McClellan bedömde den lokala försvarskapaciteten åt krigsministern. (Denna information användes inte förrän 1870, när president Ulysses S. Grant gjorde ett misslyckat försök att annektera Dominikanska republiken.) Davis började behandla McClellan nästan som en skyddsling, och hans nästa uppdrag var att bedöma den logistiska kapaciteten hos olika järnvägar i USA, än en gång med syftet att planera för en transkontinental järnväg. I mars 1855 befordrades McClellan till kapten och fick tjänst vid 1:a amerikanska kavalleriregementet.
På grund av sina politiska kontakter och sina kunskaper i franska fick McClellan uppdraget att vara officiell observatör av de europeiska arméerna i Krimkriget 1855. Han reste långa vägar och träffade de högsta militära befälen och kungliga familjer. Han observerade belägringen av Sevastopol (1854-1855). När han kom tillbaka till USA 1856 bad han om att få en tjänst i Philadelphia för att förbereda sin rapport, vilken omfattade en kritisk analys av belägringen och en lång beskrivning av hur de europeiska arméerna var organiserade. Han skrev också en handbok om kavalleritaktik, som baserade sig på ryska kavallerireglementen. Ett fel som krigets observatörer begick, även McClellan, var att de inte förklarade betydelsen av utvecklingen av vapen som kombinerade gevärens räfflade pipor, som gav stor träffsäkerhet på håll, med musköternas möjlighet att laddas om snabbare, och hur detta skulle kräva grundläggande förändringar i taktiken i det kommande inbördeskriget.
Armén antog McClellans kavallerihandbok och även hans konstruktion av en sadel, "McClellansadeln", som han sade att han hade sett användas av husarer i Preussen och Ungern. Den blev standardutrustning för kavalleriet så länge hästar användes och används fortfarande för ceremoniellt bruk.

### Civila göromål

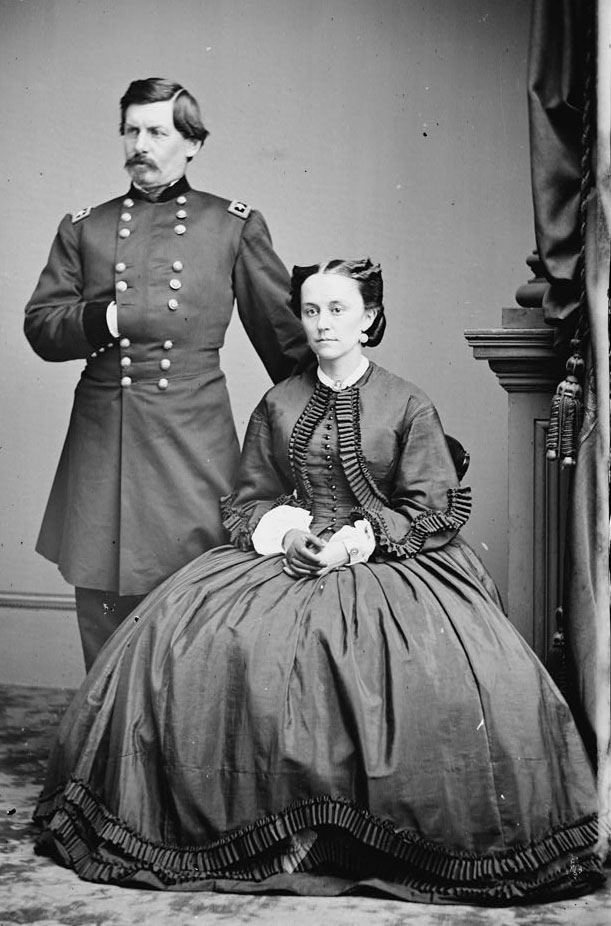
George B. McClellan och Ellen Mary Marcy McClellan.

McClellan tog avsked från sin officerstjänst den 16 januari 1857 och blev, tack vare sin erfarenhet från rekognoscering för järnvägar, chefsingenjör och vice verkställande direktör för järnvägen Illinois Central Railroad och dessutom verkställande direktör för Ohio and Mississippi Railroad 1860. Han gjorde väl ifrån sig på båda arbeten, och byggde ut Illinois Central Railroad till New Orleans och hjälpte Ohio and Mississippi Railroad att komma tillbaka efter den ekonomiska kraschen i USA 1857. Trots hans framgångar och goda lön ($10 000 per år), trivdes han inte med att vara civilt anställd och fortsatte studera klassisk militärstrategi. Under striderna mot mormonerna funderade han på att ta värvning i armén igen. Han hade också tankar på att stödja Benito Juárez i Mexiko.
Före amerikanska inbördeskrigets utbrott blev McClellan aktiv politiker och stödde Demokraternas presidentkandidat Stephen A. Douglas i presidentvalet 1860. Han hävdade att han hade stoppat ett försök till valfusk av Republikanerna, genom att beordra försening av ett tåg som förde med sig män som skulle rösta olagligt i ett annat county. Det gjorde att Douglas vann detta county.
I oktober 1859 kunde McClellan återuppta sin uppvaktning av Ellen Marcy. De gifte sig i Calvary Church i staden New York den 22 maj 1860.

## Inbördeskriget

### Ohio och strategi
Vid början av inbördeskriget gjorde McClellans kunskaper i vad som kallades "det storskaliga krigets vetenskap" och hans erfarenheter av järnvägar att han förmodades kunna spela stor roll i militär logistik. Det gjorde att han blev efterfrågad när unionsarmén mobiliserades. Guvernörerna i Ohio, Pennsylvania och New York, de tre största delstaterna i USA, bad honom att föra befäl över deras delstaters miliser. Ohios guvernör William Dennison var den mest ihärdige, så McClellan fick tjänst som generalmajor för frivilligstyrkorna och tog befälet över Ohiomilisen den 23 april 1861. Till skillnad från vissa av officerarna i unionsarmén, vilka kom från familjer av abolitionister, var han motståndare till federal inblandning i frågan om slaveri. Några av hans kolleger från Södern frågade honom informellt om han ville ta parti för Södern, men han kunde inte acceptera secession.
Den 3 maj återinträdde McClellan i federal tjänst genom att bli befälhavare för Ohio, Indiana, Illinois och, senare, västra Pennsylvania, västra Virginia och Missouri. Den 14 maj fick han rangen av generalmajor i den reguljära armén. Vid 34 års ålder hade han då en högre rang än alla andra i armén än generallöjtnant Winfield Scott, högste militäre befälhavaren. McClellans snabba befordran berodde delvis på hans bekantskap med Salmon P. Chase, USA:s finansminister och före detta guvernör i Ohio och senator.
Medan McClellan kämpade med att ta hand om alla de tusentals män som anmälde sig frivilligt för militärtjänst och med att sätta upp träningsläger, funderade han också på strategiska planer. Fyra dagar efter att han tagit befälet i Ohio skrev han brev till generallöjtnant Scott den 27 april, med det första förslaget för en samlad strategi för kriget. Det innehöll två alternativ, båda med honom själv som befälhavare. Det första innebar att 80 000 man skulle invadera Virginia genom dalgången längs Kanawhafloden mot Richmond. Det andra innebar att samma styrka skulle gå söderut i stället, in i Kentucky och Tennessee. Scott avfärdade bägge planer på grund av logistiska problem. Även om han berömde McClellan, svarade han i ett brev att de 80 000 man som McClellan skrev om skulle komma till bättre användning på en flodexpedition för att ta kontroll över Mississippifloden och splittra Konfederationen, tillsammans med en stark blockad av Söderns hamnar. Denna plan, som skulle ha krävt mycket tålamod hos nordstaternas befolkning, kallades nedsättande för Anacondaplanen i pressen, men kom till sist att bli grunden för den strategi som vann kriget. Relationen mellan McClellan och Scott blev mer och mer ansträngd under sommaren och hösten.

### Västra Virginia
McClellans första militära insats var att ockupera den del av västra Virginia där en majoritet ville stanna kvar i unionen, och som skulle komma att bli delstaten West Virginia. Han hade den 26 maj fått underrättelserapporter om att de betydelsefulla broarna som tillhörde järnvägen Baltimore and Ohio Railroad i den delen av Virginia brändes. Medan han snabbt tog fram planer för att invadera regionen, satte han igång sin första allvarliga politiska kontrovers genom att uttala för dem som bodde där att hans styrkor inte hade någon önskan att blanda sig i frågor om enskild egendom — inklusive slavar. Han insåg snabbt att han hade gått för långt och bad om ursäkt i ett brev till president Lincoln. Problemet var inte att hans uttalande var diametralt motsatt regeringens politik vid den tiden, utan att han hade gått långt utöver sin strikt militära roll.
Hans styrkor förflyttade sig snabbt in i området genom Grafton och vann i den lilla strid som fick namnet slaget vid Philippi, troligen den första striden till lands i kriget. Hans första personliga befäl i strid var vid Rich Mountain, som han också vann, men inte förrän han hade visat stor försiktighet och en ovilja att använda reservstyrkor, vilket skulle bli hans kännetecken under resten av hans karriär. Hans underlydande, William S. Rosecrans, klagade bittert på att hans anfall inte följdes upp av förstärkningar, så som McClellan hade sagt. Dessa två mindre segrar gjorde ändå McClellan till nationalhjälte. New York Herald rubricerade en artikel om honom: "General McClellan, Napoleon i detta krig."

### Skapandet av en armé
Efter unionsstyrkornas förlust vid Bull Run den 21 juli 1861, kallade Lincoln McClellan från västra Virginia, där McClellan hade givit nordstaterna det första som man kunde likna vid militära segrar. Han for med ett specialtåg från Wheeling via Pittsburgh, Philadelphia och Baltimore till Washington, D.C., och blev överväldigad av de entusiastiska folkmassor som slöt upp vid hans tåg längs vägen.
Carl Sandburg skrev: "McClellan var dagens man, utpekad av händelserna, och utvald av en överväldigande tyngd av allmän och enskildas opinion." Den 26 juli, samma dag som han kom fram till huvudstaden, blev McClellan utnämnd till befälhavare av det militära området för Potomac, den huvudsakliga unionsstyrkan som var ansvarig för att försvara Washington. Den 20 augusti lades flera militära enheter i Virginia under hans befäl, och han bildade Potomac-armén med sig själv som dess förste befälhavare. Han uppskattade den makt och berömmelse som han hade fått.

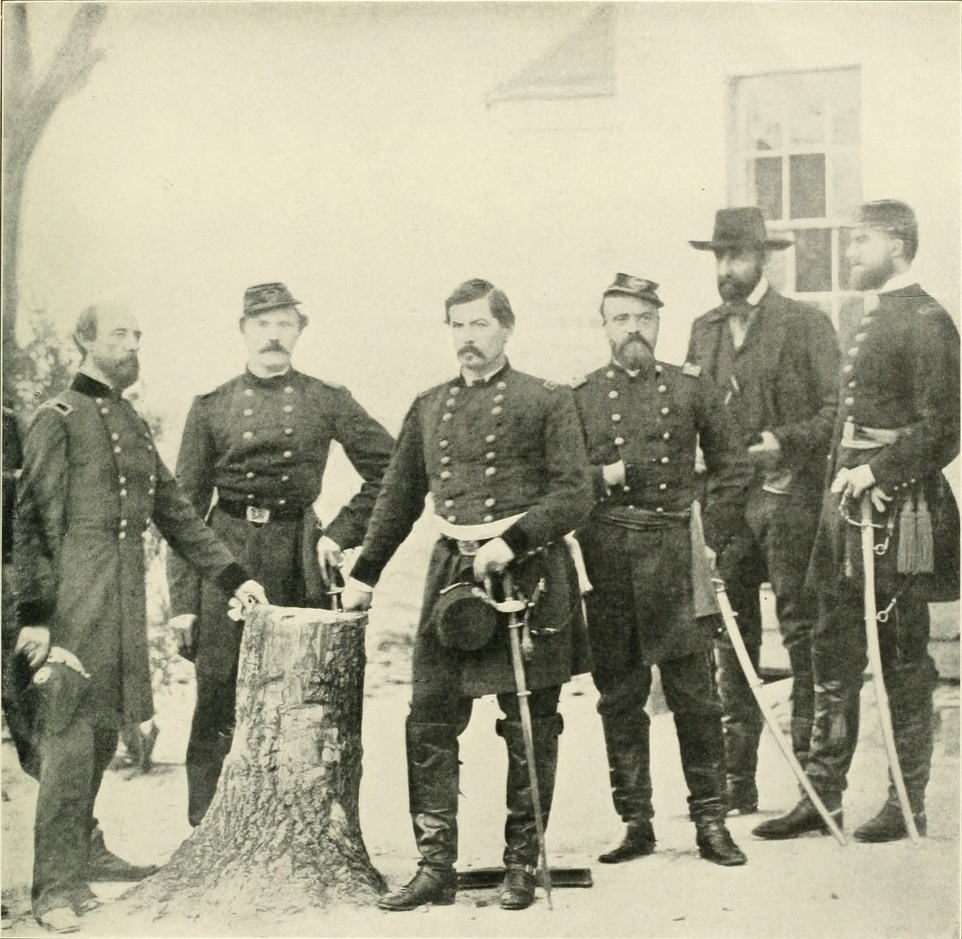
General George B. McClellan med sin stab och dignitärer (från vänster): general George W. Morell, överstelöjtnant A.V. Colburn, general McClellan, överstelöjtnant N.B. Sweitzer, prinsen av Joinville (son till kung Ludvig Filip I av Frankrike) och prinsens brorson, greven av Paris.

Under sommaren och hösten organiserade McClellan den nya armén och förbättrade dess stridsmoral avsevärt genom ständiga resor för att se över och uppmuntra styrkorna. Det var en enastående bedrift, som fick honom att personifiera Potomac-armén och smickrade hans män. Han skapade för Washington försvarsverk som var nästan ogenomträngliga, med 48 fort och styrkekoncentrationer samt 480 kanoner bemannade av 7 200 artillerister. Potomac-armén växte från 50 000 i juli till 168 000 i november och betraktades som den mest kolossala militära styrka som världen hade sett i modern tid. Detta var dock även en tid då han hade ansträngda relationer till det högsta befälet och han fortsatte att ofta gräla med regeringen och den högste militäre befälhavaren, generallöjtnant Scott, i frågor om strategi. McClellan avvisade Scotts Anacondaplan, han föredrog i stället ett stort fältslag av samma stil som under Napoleonkrigen. Han föreslog att hans armé skulle få växa till 273 000 man och 600 kanoner och "krossa rebellerna i ett enda fälttåg" Han föredrog ett krig som skulle ha liten påverkan på civilbefolkningen och inte skulle behöva medföra frigivandet av slavar.
McClellans motstånd mot frigivandet av slavar ökade pressen mot honom, och han fick bitter kritik från radikala republikaner i regeringen. Han såg slaveri som en institution erkänd av USA:s konstitution och som därför skulle få federalt skydd varhelst det fanns. Hans sätt att uttrycka sig efter kriget var typiskt för många från nordstaterna: "Jag erkänner att jag har fördomar till förmån för min egen ras, & kan inte lära mig att tycka om odören från varken getter eller niggrer." Han skrev dock i november 1861 till sin fru: "Jag kommer att, om jag lyckas, kasta mitt svärd på vågen för att tvinga fram förbättringar för de stackars svarta." Han skrev senare att om han hade fått förhandla om fredsvillkoren, skulle han ha insisterat på ett stegvis frigivande, för att bevaka både slavarnas och slavägarnas rättigheter, som del av uppgörelsen. Han var dock öppen med sitt motstånd mot de radikala republikanerna. Han sade till sin fru Ellen: "Jag tänker inte kämpa för abolitionisterna." Detta gav honom ett uppenbart handikapp, eftersom många politiker i ledande position ansåg att han försökte införa oppositionspartiets politik.
Det största problemet med McClellans krigsstrategi var att han var övertygad om att de konfedererade styrkorna stod redo att anfalla honom med överväldigande numerär. Den 8 augusti trodde han att de konfedererade hade över 100 000 man som stod mot hans trupper (trots att inte hade använt fler än 35 000 vid Bull Run några veckor tidigare), och han utfärdade höjd beredskap i huvudstaden. Den 19 augusti bedömde han att det stod 150 000 fiender framför hans front. McClellans följande operationer skulle komma att påverkas i hög grad av de uppförstorade bedömningarna om fiendens styrka som han fick av sin underrättelsechef, detektiven Allan Pinkerton. Uppskattningarna i augusti 1861 var dock helt och hållet McClellans egna. Resultatet blev en väldig försiktighet som tog initiativet från McClellans armé och orsakade hård kritik från regeringen. Historikern och levnadstecknaren Stephen W. Sears har kallat McClellans handlande "i grunden sunt" om han hade varit så numerärt underlägsen som han trodde, men McClellan hade faktiskt sällan mindre än ett numerärt överläge på två mot en under 1861 och 1862. Exempelvis hade Konfederationens styrkor den hösten en numerär på mellan 35 000 och 60 000, medan Potomac-armén hade 122 000 man i september och 170 000 tidigt i december, vid årets slut 192 000.
Oenigheten med Scott skulle komma att bli mycket personlig. Scott (tillsammans med många på krigsdepartementet) var ursinniga över att McClellan vägrade avslöja några detaljer om sina strategiska planer, eller ens enkla detaljer som truppstyrkors numerär eller utplaceringar. (För egen del hävdade McClellan att han inte litade på att någon i den högre ledningen skulle hålla hans planer hemliga för pressen, och därmed för fienden.) Medan de var oeniga om försvarsstyrkorna längs Potomacfloden, skrev McClellan till sin fru den 10 augusti, på ett sätt som var karakteristiskt för en del av hans mer privata korrespondens: "General Scott är det stora hindret - han kan inte inse faran & är antingen en förrädare eller inkompetent. Jag måste kämpa mig förbi honom." Scott blev så besviken på sitt förhållande till den unge generalmajoren att han lämnade in sin avskedsansökan till president Lincoln, som initialt vägrade att acceptera den. Det gick rykten i huvudstaden om att McClellan skulle kunna avgå, eller göra en militärkupp, om Scott inte avsattes. Lincolns regering sammanträdde den 18 oktober och gick med på att acceptera Scotts avsked av "hälsoskäl".

### Högste militäre befälhavare

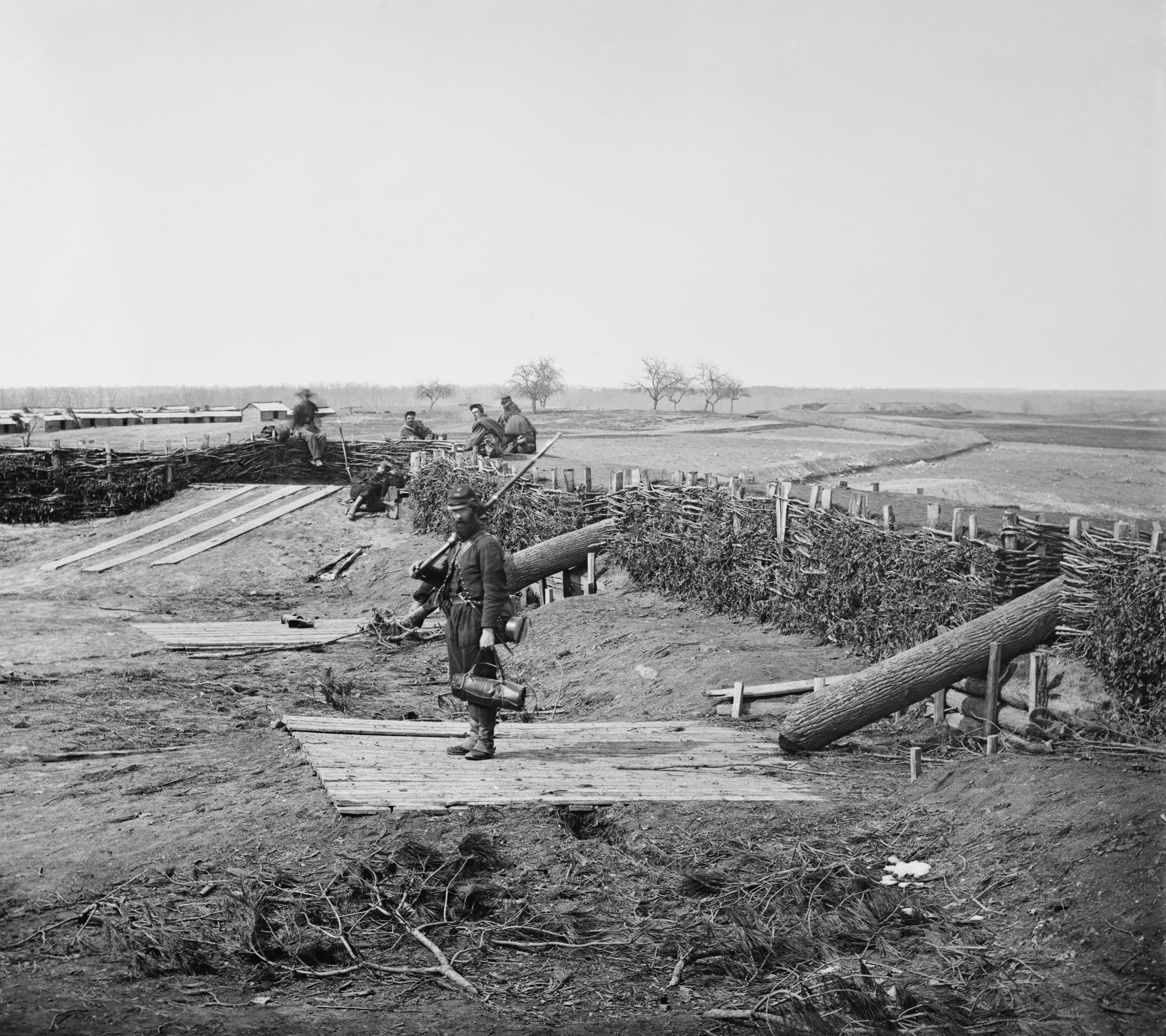
"Kväkarkanoner" (stockar använda för att imitera kanoner) i den tidigare konfedererade fortifikationen vid Manassas Junction. McClellan fick hård kritik för att han inte avancerade direkt mot dessa befästningar, där det inte fanns kanoner, utan bara stockar i kanonernas ställe.

Den 1 november 1861 avgick Winfield Scott och McClellan blev högste militäre befälhavare för alla unionsarméer. Presidenten uttryckte sin oro över det arbete som den dubbla rollen av att vara befälhavare över en armé och högste militäre befälhavare innebar, men McClellan svarade: "jag kan göra allt detta".
Lincoln och många andra ledare i nordstaterna blev alltmer otåliga på grund av McClellans senfärdighet i att angripa de konfedererade styrkor som fortfarande stod koncentrerade nära Washington. Unionsstyrkornas förlust vid det mindre Slaget vid Ball's Bluff nära Leesburg i Virginia i oktober ökade på missnöjet och skadade indirekt McClellan. I december bildade kongressen en kommitté för förandet av kriget, vilket genom hela kriget kom att bli ett horn i sidan på många generaler. Kommittén anklagade dem för inkompetens och, i några fall, förräderi. McClellan kallades som första vittne den 23 december, men han fick tyfoidfeber och kunde inte komma. Hans närmaste underordnade officer vittnade i stället. Deras uttryckliga erkännanden att de saknade kännedom om strategier för att avancera mot de konfedererade gav upphov till många krav på McClellans avsked.
McClellan skadade sitt rykte ännu mer genom att inte lyda sin överbefälhavare. Han refererade privat till Lincoln, som han hade känt innan kriget när Lincoln var jurist för Illinois Central, som "inget mer än en välmenande babian", en "gorilla" och "ständigt ovärdig...sin höga position". Den 13 november förolämpade han presidenten, som besökte McClellans hem, genom att låta honom vänta i 30 minuter, bara för att sedan få besked om att generalen hade gått till sängs och inte kunde ta emot honom.
Den 12 januari 1862 kallades McClellan till Vita huset, där regeringen krävde att få kännedom om hans planer. För första gången avslöjade han sina planer att transportera Potomac-armén med fartyg till Urbanna, Virginia, längs Rappahannockfloden, för att kringgå de konfedererade styrkorna nära Washington och fortsätta 80 km till lands för att inta Richmond. Han vägrade att lämna några specifika detaljer om den föreslagna operationen, till och med till sin vän, den nyligen tillsatte krigsministern Edwin M. Stanton.
Den 27 januari utfärdade Lincoln en order som krävde att alla hans arméer skulle inleda offensiver den 22 februari, Washingtons födelsedag. Den 31 januari utfärdade han en kompletterande order om att Potomac-armén skulle förflytta sig till lands för att angripa de konfedererade vid Manassas Junction och Centreville. McClellan svarade omedelbart med ett 22 sidor långt brev, där han med många detaljer argumenterade emot presidentens order och förespråkade sin egen Urbannaplan i stället. Detta var den första skriftliga presentationen av planens detaljer för presidenten. Även om Lincoln ansåg att hans egen plan var överlägsen, var han lättad över att McClellan äntligen gick med på att börja förflytta sig, och gick motvilligt med på McClellans plan. Den 8 mars, då han tvekade över McClellans beslutsamhet, blandade sig Lincoln åter i arméns befälhavares beslutsrätt. Han kallade till ett krigsråd i Vita huset där McClellans underlydande blev tillfrågade om sin tilltro till Urbannaplanen. De uttryckte tilltro i varierande grad. Efter mötet utfärdade Lincoln en ny order, där han namngav enskilda officerare som kårbefälhavare, vilka skulle rapportera till McClellan (som tidigare hade varit tveksam till att göra på detta sätt för att utröna sina befälhavares effektivitet i strid, trots att detta skulle ha givit honom direkt översyn i de tolv divisionerna i fält).
Ytterligare två kriser skulle drabba McClellan innan han kunde sätta sina planer i verket. De konfedererade styrkorna under general Joseph E. Johnston drog sig tillbaka från sina positioner vid Washington och intog nya positioner söder om Rappahannockfloden, vilket omöjliggjorde Urbannaplanen. McClellan gjorde om sin plan så att hans trupper skulle avsegla från Fort Monroe, Virginia, och avancera längs Virginiahalvön till Richmond, en operation som skulle bli känd som halvökampanjen. McClellan fick dock utstå extrem kritik från pressen och kongressen när det kom fram att Johnstons styrkor inte bara hade retirerat obemärkt, utan att de i månader hade lurat unionsarmén genom att använda svartmålade stockar för att efterlikna kanoner, så kallade kväkarkanoner (Quaker Guns). Kongressens kommitté för krigföringen besökte de övergivna konfedererade linjerna och radikala republikaner lade förslag i kongressen om att avskeda McClellan, men detta förslag blev genom parlamentariska manövrer nedröstat med en liten majoritet. Den andra krisen var när konfederationens bepansrade fartyg CSS Virginia visade sig i strid, vilket ledde till panik i Washington och gjorde att örlogsflottans stödoperationer på Jamesfloden blev problematiska.
Den 11 mars 1862 avskedade Lincoln McClellan som högste militäre befälhavare. Han fick bara behålla befälet över Potomac-armén, formellt för att McClellan skulle bli fri att ägna all sin uppmärksamhet åt framryckningen mot Richmond. Lincolns order gjorde inte klart om McClellan skulle kunna återinsättas om operationen blev framgångsrik. Han blev inte ersatt av någon annan officer. Lincoln, Stanton och en grupp officerare som kallades "krigsstyrelsen" bestämde över strategin den våren. Även om McClellan fick uppmuntrande kommentarer från Lincoln, skulle han med tiden se förändringen i befälsordningen annorlunda. Han beskrev den som en del av ett intrigerande "för att säkerställa att den förestående operationen skulle misslyckas."

### Halvökampanjen

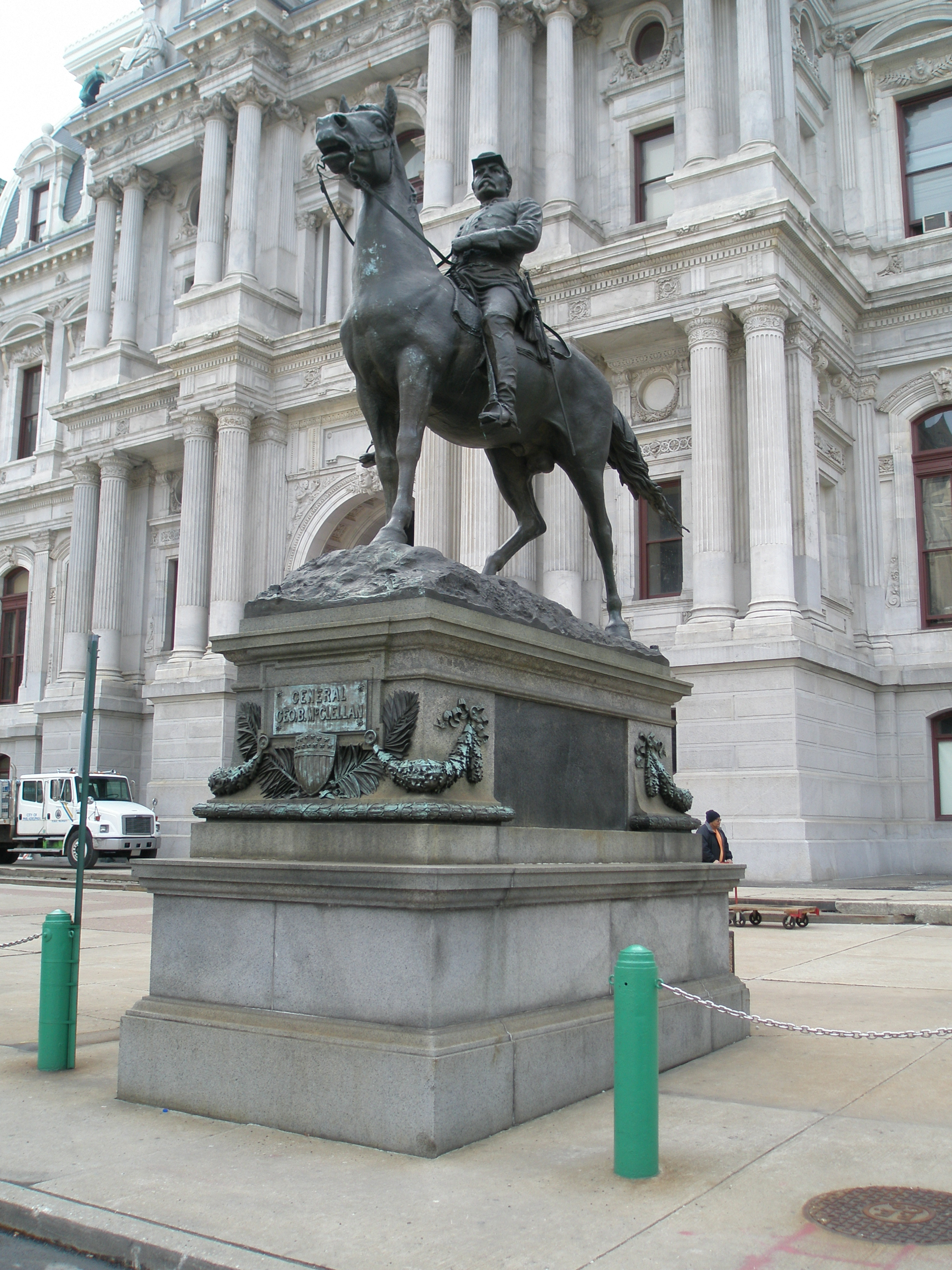
Staty framför Philadelphia City Hall.

McClellans armé började överföras från Alexandria i Virginia den 17 mars. Det skedde på en armada som var större än alla tidigare amerikanska expeditioner, med transport av 121 500 man, 44 artilleribatterier, 1 150 vagnar, över 15 000 hästar och tonvis med materiel. En engelsk observatör anmärkte att det var "en jättes kliv" Arméns framryckning från Fort Monroe upp längs Virginiahalvön gick långsamt. McClellans plan att snabbt inta Yorktown misslyckades, när det kom fram att de konfedererade styrkorna hade befäst en sträcka tvärs över halvön, vilket fick honom att besluta att belägra staden, något som krävde mycket förberedelser.
McClellan fortsatte att tro på underrättelseinformation som sade att de konfedererade styrkorna hade två till tre gånger fler man än vad de verkligen hade. Tidigt under operationen försvarade den konfedererade generalen John B. "Prince John" Magruder med en mycket mindre styrka halvön mot McClellans offensiv. Han skapade en illusion av att ha många trupper bakom linjerna och ännu fler som var på väg. Han åstadkom detta genom att låta små grupper av soldater marschera flera gånger förbi samma platser, där de kunde observeras på långt håll eller var precis utom synhåll, tillsammans med mycket ljud och fanfarer. Under denna tid kunde general Johnston sända förstärkningar till Magruder, men även då hade Magruder mycket färre soldater än vad McClellan trodde.
Efter en månads förberedelser, precis innan han skulle gå till anfall mot de konfedererade försvarsverken vid Yorktown, fick McClellan veta att Johnston hade dragit sig tillbaka upp längs halvön mot Williamsburg. McClellan blev då tvungen att följa efter, utan att ha hjälp av det tunga artilleri som hade ställts upp framför Yorktown. Slaget vid Williamsburg den 5 maj betraktas som en seger för unionen - McClellans första - men den konfedererade armén var inte tillintetgjord och huvuddelen av dess styrkor kunde förflyttas förbi Williamsburg till Richmonds yttre försvarsverk medan slaget pågick och under de påföljande dagarna.
McClellan hade också hoppats på en samtida framryckning från flottan mot Richmond via Jamesfloden. Denna framryckning kom inte till stånd, på grund av unionsflottans nederlag den 15 maj i slaget vid Drewry's Bluff, omkring 11 km nedströms den konfedererade huvudstaden. Genom att placera artilleri på en strategisk höjd högt över en krök i floden, och genom att sänka båtar för att skapa en serie hinder i själva floden, hade de konfedererade effektivt blockerat denna möjliga framryckningsväg mot Richmond.
McClellans armé framskred under de följande tre veckorna försiktigt mot Richmond och nådde fram till ett avstånd av omkring 6 km från staden. McClellan satte upp en bas vid Pamunkeyfloden (en farbar biflod till Yorkfloden) vid White House Landing, där järnvägen Richmond and York River Railroad mot Richmond korsade floden, tog kontroll över järnvägen, och transporterade ånglok och vagnar dit via pråmar.
Den 31 maj, medan McClellan planerade en offensiv, blev hans armé överraskad av ett konfedererat angrepp. Johnston insåg att unionsarmén efter kraftiga regn var delad i två halvor av Chickahominyfloden och hoppades att kunna besegra delarna var och en för sig vid Seven Pines och Fair Oaks. McClellan kunde inte själv föra befäl, på grund av att hans malaria gjorde sig påmind igen, men hans underordnade lyckades slå tillbaka angreppen. McClellan fick ändå kritik från Washington för att inte gå till motangrepp, vilket några ansåg att han skulle ha kunnat göra att de hade intagit Richmond. Johnston skadades i slaget och general Robert E. Lee tog över befälet över Norra Virginias armé. McClellan ägnade de följande tre veckorna åt att omdisponera sina styrkor och vänta på utlovade förstärkningar. Han förlorade då värdefull tid medan Lee fortsatte att förstärka försvaret av Richmond.
I slutet av juni inledde Lee en serie angrepp som blev kända som sjudagarsslagen. Vid det första riktiga slaget, vid Mechanicsville, led de konfedererade av dåligt samarbete mellan Lee och hans underlydande, vilket ledde till stora förluster mot små taktiska framgångar. Slaget hade dock stor påverkan på McClellan. När generalmajor Stonewall Jacksons trupper överraskande dök upp i slaget (när de senast hade rapporterats vara flera kilometer bort i Shenandoah Valley) övertygades McClellan om att han var ännu mer numerärt underlägsen än vad han redan hade förmodat. (Han rapporterade till Washington att han stod mot 200 000 konfedererade soldater, men det fanns egentligen bara 85 000.)

Unionstrupper möter ett häftigt angrepp under slaget vid Gaines' Mill, teckning av Alfred R. Waud publicerad i Harper's Weekly, 26 juli 1862.

Medan Lee fortsatte sin offensiv under Gaines' Mill i öster, spelade McClellan en passiv roll. Han tog inga initiativ utan väntade på hur händelserna skulle utvecklas. Han höll två tredjedelar av sin armé utanför striden, lurad än en gång av Magruders taktik att lura honom var det fanns konfedererade styrkor. Samma natt bestämde han sig för att dra tillbaka sin armé till en säkrare plats, långt nedanför Richmond, vid en del av Jamesfloden som kontrollerades av unionsflottan. När han gjorde så, kan han oförhappandes ha räddat sin armé. Lee hade förutsatt att unionsarmén skulle dra sig tillbaka österut mot sin existerande bas där, och McClellans förflyttning söderut fördröjde Lees svar med åtminstone 24 timmar. McClellan erkände dock samtidigt att han inte längre hade möjlighet att inta Richmond, vilket hade varit syftet med operationen. Det tunga artilleriet som behövdes till belägringen skulle vara nästan omöjligt att förflytta utan de järnvägsförbindelser som fanns från hans första bas vid Yorkfloden. I ett telegram till krigsministern Edwin Stanton, där han rapporterade om händelserna, skyllde McClellan sin reträtt på Lincolns regering. "Om jag skall kunna rädda denna armé nu, säger jag rent ut att jag inte står i tacksamhetsskuld till dig eller någon annan person i Washington. Ni har gjort ert bästa för att offra denna armé." Som tur var för McClellans omedelbara framtid, såg Lincoln aldrig detta nedsättande uttalande (i vart fall inte då), eftersom det var censurerat av krigsdepartementets telegrafist.

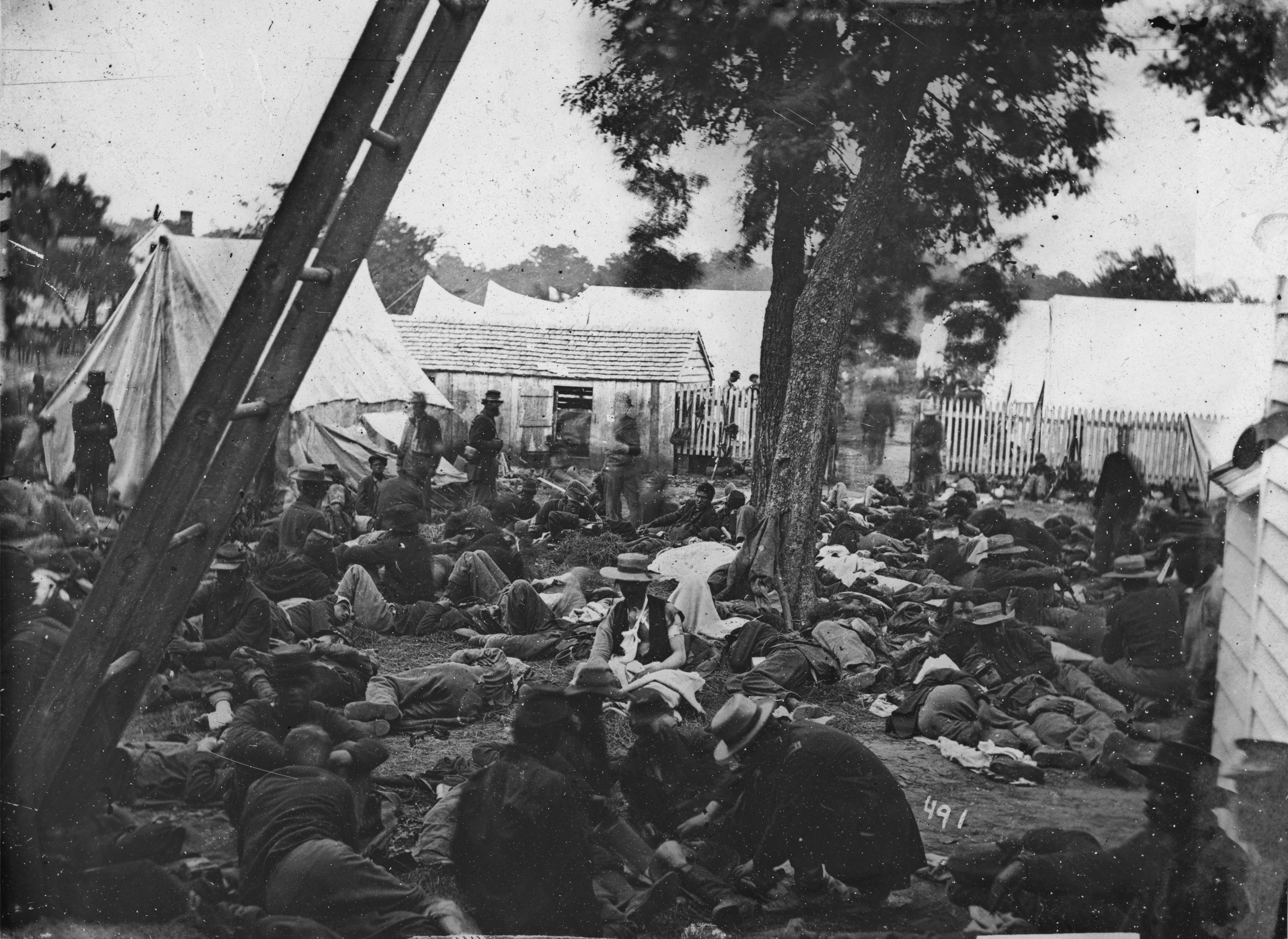
Skadade män efter slaget vid Savage's Station, ett av slagen i sjudagarsslagen.

McClellan hade också tur i att även om operationen misslyckandes kvarstod hans armé ändå till stora delar intakt, för han var för det mesta frånvarande från striderna och försummade att utse en andreman som kunde kontrollera reträtten. Militärhistorikern Stephen W. Sears skrev: "När han övergav sin armé vid Glendale och Malvern Hill under sjudagarsslagen, försummade han sina plikter. Om Potomac-armén hade slagits i grunden vid någon av dessa platser (vid Glendale hade detta varit en reell risk), hade detta troligen vänts mot honom enligt krigslagarna." Vid Glendale var McClellan 8 km därifrån, bortom Malvern Hill, utan telegrafsamband och för långt bort för att föra befäl över armén. Vid Malvern Hill var han på en kanonbåt som vid ett tillfälle var 16 km bort längs Jamesfloden. Under båda slagen fördes det faktiska befälet av hans vän, brigadgeneralen Fitz John Porter. När allmänheten hörde talas om att han hade varit på kanonbåten, var det ännu en stor pinsamhet, jämförbar med kväkarkanonerna vid Manassas. Skämtteckningar under presidentvalet 1864 skulle komma att driva med McClellan för att han föredrog säkerheten på ett fartyg medan ett slag fördes på avstånd.)
McClellan återanslöt till sin armé vid Harrison's Landing vid Jamesfloden. Diskussioner fördes om huruvida armén skulle evakueras eller försöka återuppta offensiven mot Richmond. McClellan fortsatte att distansera sig från Abraham Lincoln genom att fortsätta be om förstärkningar och skriva ett långt brev där han föreslog en strategisk och politisk linje för kriget och fortsatte motsätta sig frigivandet eller omhändertagandet av slavar som taktik. Han avslutade brevet med att föreslå att han skulle återinsättas som högsta militära befälhavare, men Lincoln svarade med att utnämna generalmajor Henry W. Halleck tíll den positionen utan att rådfråga, eller ens informera, McClellan. Lincoln och Stanton erbjöd också befälet över Potomacarmén till generalmajor Ambrose Burnside, som tackade nej.
I Washington ledde en omorganisation av de militära enheterna till att Virginiaarmén skapades och ställdes under befäl av generalmajor John Pope, som fick order att rycka fram mot Richmond från nordost. McClellan motsatte sig uppmaningar att förstärka Popes armé och fördröjde återresan för Potomacarmén från halvön tillräckligt länge för att förstärkningarna skulle komma fram när offensiven redan hade satt igång. Han skrev till sin fru innan striden: "Pope kommer att bli tillintetgjord...& besegras [av Lee]. ...En sådan skurk som han är borde medföra förlust för var och en som tar hjälp av honom. Lee hade bedömt McClellans offensiva kvaliteter och tog risken att dra bort stora delar av styrkorna från Virginiahalvön för att angripa Pope, som blev slagen i grunden vid andra slaget vid Bull Run i augusti.

### Marylandkampanjen

#### En viss återupprättelse

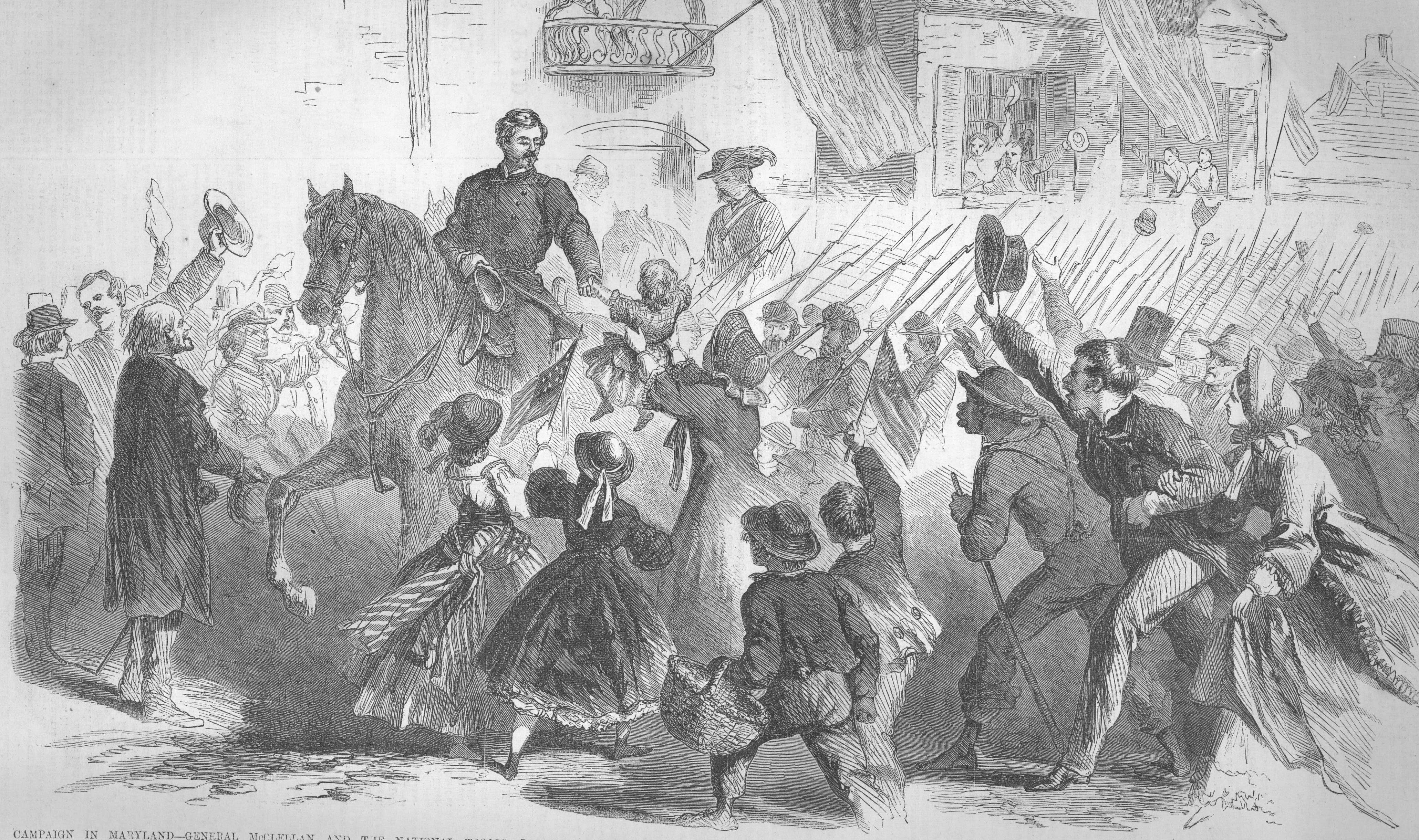
McClellan rider genom Frederick, Maryland den 12 september 1862. (Från Frank Leslie's Illustrated Newspaper).

Efter Popes nederlag vid andra slaget vid Bull Run återkom president Lincoln motvilligt till den man som hade lagat en skadad armé förut. Han insåg att McClellan var en god organisatör och skicklig tränare av soldater, med möjlighet att införliva trupperna från Popes armé med Potomacarmén snabbare än någon annan. Den 2 september 1862 utnämnde Lincoln McClellan till att föra befälet över fortifikationerna kring Washington och de trupper som skulle försvara huvudstaden. Utnämningen var kontroversiell i regeringen, en majoritet av regeringens ledamöter skrev under en deklaration där de menade att "vår uttryckliga mening, vid denna tid, är att det inte är säkert att betro generalmajor McClellan med befälet över någon av USA:s arméer." Presidenten medgav att det inte var en god lösning, men sade till sin sekreterare John Hay: "Vi måste använda de verktyg vi har. Det finns ingen man i armén som kan bemanna dessa fortifikationer och få dessa trupper i stridbart skick hälften så bra som han. Om han inte kan slåss själv, är han exceptionellt bra på att göra andra redo för att slåss."
Den rädsla som fanns i nordstaterna över en fortsatt offensiv av Robert E. Lee visade sig besannas när han satte sin Marylandkampanj i verket den 4 september, med förhoppningen att få sympatier för sydstaterna i slavstaten Maryland. McClellan inledde sitt försvar den 5 september. Han marscherade mot Maryland med sex av hans omorganiserade armékårer, omkring 84 000 man, medan han lämnade två kårer för att försvara Washington. McClellan fick ett mycket varmt mottagande i Frederick, Maryland, då han marscherade mot Lees armé
Lee delade sina styrkor på flera kolumner, vida spridda, medan han förflyttade sig in i Maryland. Han planerade också att försöka inta unionsstyrkornas arsenal vid Harpers Ferry. Detta var en riskabel manöver för en mindre armé, men Lee räknade med sin kunskap om McClellans temperament. Han sade till en av sina generaler: "Han är en kapabel general, men en väldigt försiktig sådan. Hans armé är i ett väldigt demoraliserat och kaotiskt skick och kommer inte att vara beredd på offensiv - eller så kommer han inte att tro att den är det - på tre till fyra veckor. Innan så sker hoppas jag vara vid Susquehanna." Det här var inte en riktigt korrekt bedömning, men McClellans armé rörde sig sakta och kom bara framåt med i genomsnitt 6 km om dagen.
McClellan hade emellertid snart mirakulös tur. Unionssoldater råkade av en händelse hitta en kopia av Lees order om att dela upp hans armé och levererade dessa till McClellans högkvarter i Frederick den 13 september. När han insåg värdet i denna information, slog McClellan upp sina armar och utbrast: "Nu vet jag vad jag skall göra!" Han viftade med ordern mot sin gamle vän, brigadgeneralen John Gibbon, och sade: "Här är ett papper som, om jag inte kan slå Lee med det, är jag villig att resa hem." Han telegraferade till president Lincoln: "Jag har hela rebellstyrkan framför mig, men jag har tillförsikt, och ingen tid skall gå förlorad. Jag tror att Lee har begått ett stort misstag, och att han kommer att bli hårt slagen för det. Jag har rebellernas alla planer, och kommer att fånga dem i deras egen fälla om mina män klarar av det...Kommer att sända dig troféer."

#### Slaget vid South Mountain

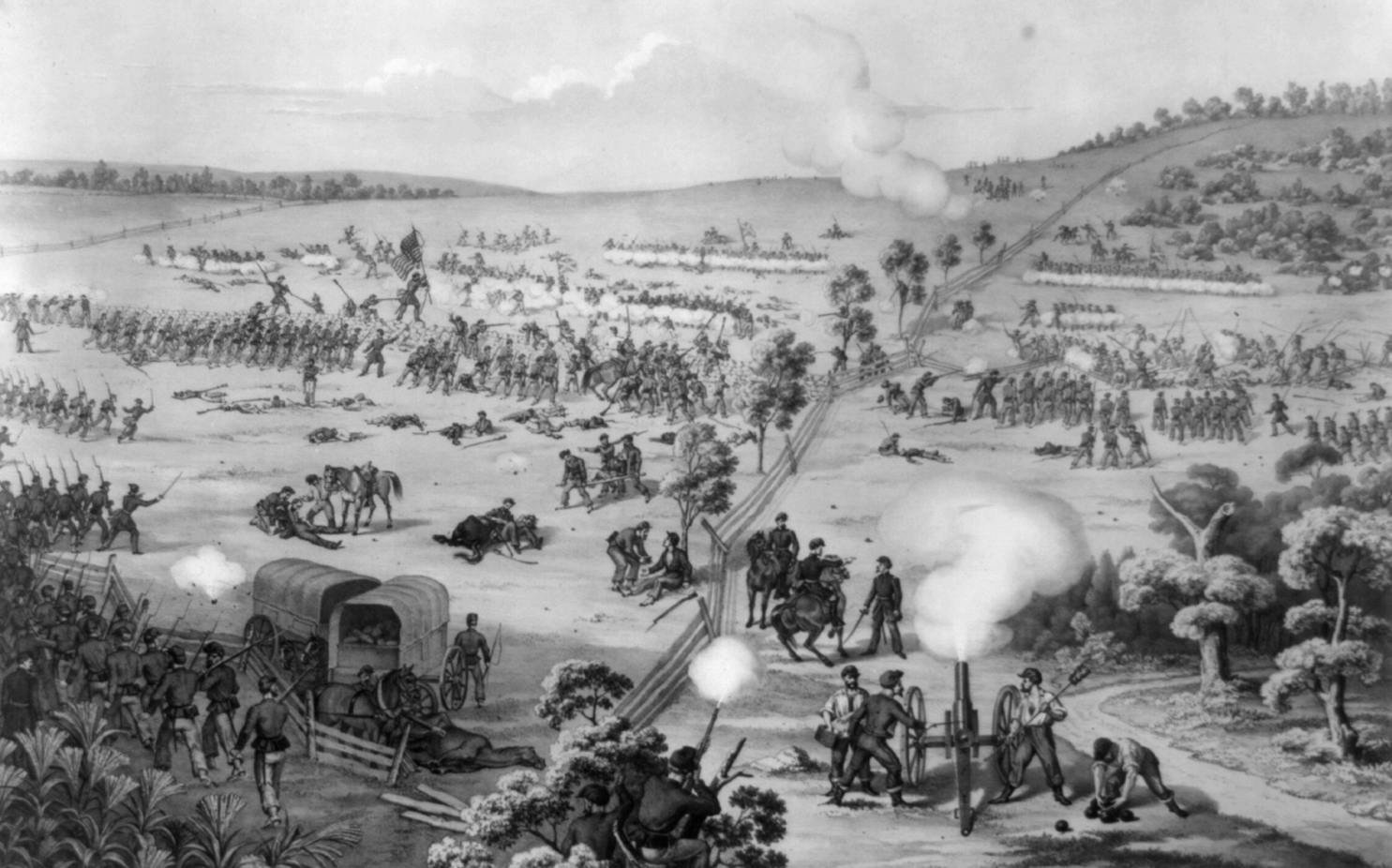
Slaget vid South Mountain.

Trots sina utspel i högkvarteret fortsatte McClellan sin försiktiga strategi. Sedan han hade telegraferat till presidenten mitt på dagen den 13 september beordrade han inte sina styrkor att ge sig av mot South Mountain direkt, utan att avmarsch skulle ske morgonen därpå. De 18 timmarnas fördröjning gav Lee tid att reagera, för han fick underrättelser från en sydstatssympatisör om att McClellan kände till hans planer. Förseningen dömde också unionsgarnisonen vid Harpers Ferry, eftersom undsättningsstyrkan som McClellan skickat dit inte nådde fram innan garnisonen kapitulerade för Stonewall Jackson. Under slaget vid South Mountain lyckades McClellans armé slå sig igenom de försvarade pass som skilde dem från Lee, men gav också Lee tillräckligt med tid för att koncentrera många av sina män vid Sharpsburg, Maryland.
Slaget vid South Mountain gav McClellan möjligheten till ett av de storslagna tillfällena i sin karriär.
Unionsarmén nådde fram till Antietam Creek, öster om Sharpsburg, på kvällen den 15 september. Ett anfall planerat till den 16 september sköts upp på grund av dimma tidigt på morgonen, vilket lät Lee förbereda sitt försvar med en armé mindre än hälften så stor som McClellans.

#### Slaget vid Antietam

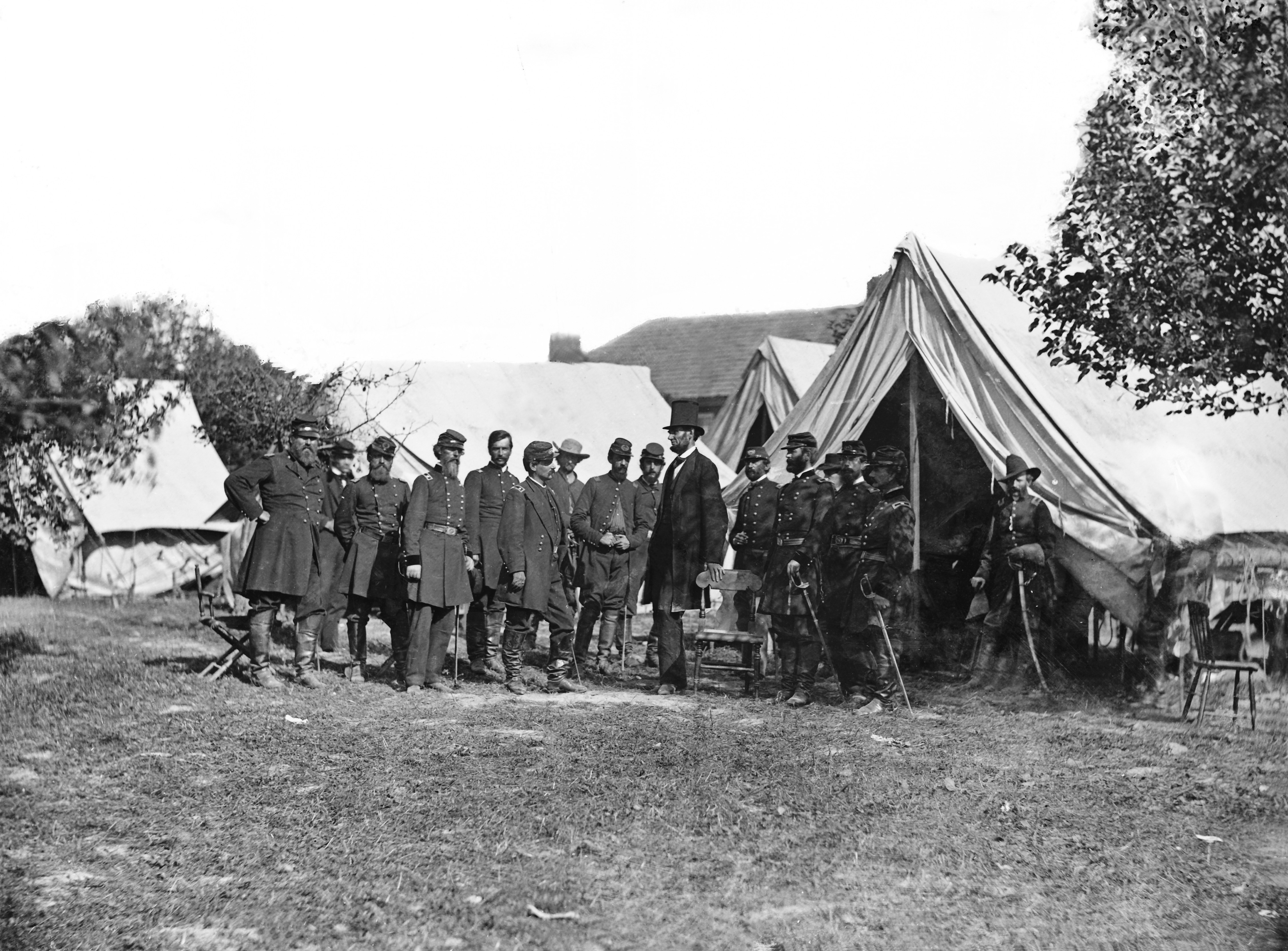
Lincoln med McClellan och hans stab efter slaget vid Antietam. Personer värda att notera (från vänster) är 5. Alexander S. Webb, stabschef, V:e kåren; 6. McClellan; 8. Dr. Jonathan Letterman; 10. Lincoln; 11. Henry J. Hunt; 12. Fitz John Porter; 15. Andrew A. Humphreys; 16. kapten George Armstrong Custer.

Slaget vid Antietam den 17 september 1862 blev den enskilt blodigaste dagen i amerikansk militär historia. De numerärt underlägsna konfedererade styrkorna slogs desperat och väl. Trots betydande numerärt överläge lyckades inte McClellan koncentrera sina styrkor på ett effektivt sätt, vilket betydde att Lee kunde förflytta sina försvarsstyrkor för att stå emot vart och ett av unionsstyrkornas angrepp, vilka sattes igång separat och vid olika tid mot de konfedererade styrkornas vänstra flank, center och till sist högra flank. McClellan var dessutom ovillig att använda sina stora reservstyrkor för att dra ytterligare fördelar av lokala framgångar. Historikern James M. McPherson har påpekat att de två kårer som McClellan höll i reserv var större än Lees hela styrka. Orsaken till McClellans tvekan var att han, precis som vid tidigare slag, var övertygad om att han hade ett numerärt underläge.

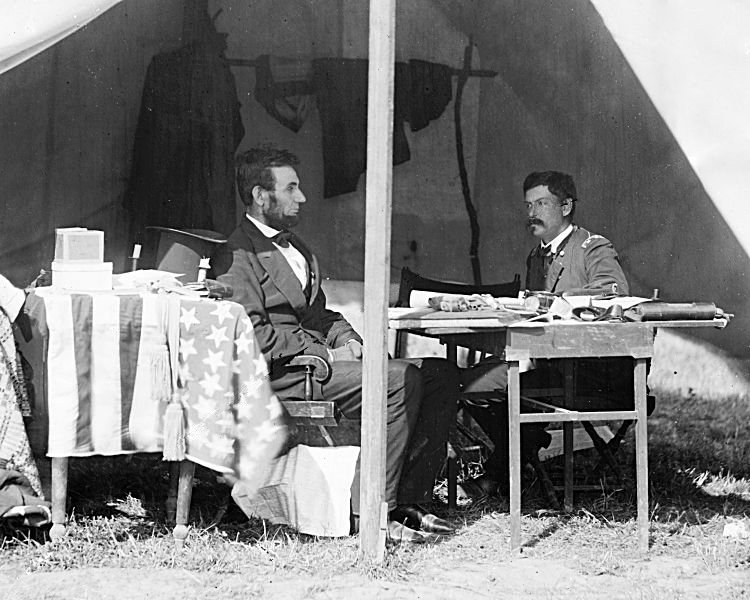
Lincoln i McClellans tält efter slaget vid Antietam.

Taktiskt gav slaget inget avgörande, även om Lee tekniskt sett var slagen, eftersom han drog sig tillbaka först och retirerade till Virginia. McClellan telegraferade till Washington: "Vår seger var komplett. Fienden drevs tillbaka till Virginia." Det uppstod dock en tydlig besvikelse över att McClellan inte hade krossat Lee, som slogs med en mindre armé med ryggen mot Potomacfloden. Även om McClellans underlydande hade del i ansvaret för förseningarna (såsom Ambrose Burnsides olycksaliga händelser vid Burnside Bridge) och misstagen (Edwin V. Sumners anfall utan rekognoscering), var detta lokala problem som armén som helhet hade kunnat klara av. Precis som vid de avgörande slagen vid sjundedagsslagen, var McClellans högkvarter för långt bort för att låta hans personal ta kontroll över striden. Han använde inte sitt kavalleri för rekognoscering. Han delade inte med sig av sin stridsplan till befälhavarna för de olika kårerna, vilket hindrade dem från att ta initiativ utanför sina sektorer. Han var också alltför villig att ta hänsyn till råd om att vara försiktig och spara sina reserver, såsom när ett stort genombrott i de konfedererades centrala linjer kunde ha utnyttjats, men Fitz John Porter sägs ha sagt till McClellan: "Kom ihåg, general, att jag för befäl över den sista reserven i den sista armén i republiken."
Trots att slaget taktiskt slutade oavgjort, anses Antietam som en vändpunkt i kriget och en seger för unionen, eftersom den avbröt Lees strategiska operation (hans första invasion av nordstaterna) och det tillät president Lincoln att besluta om sin Emancipation Proclamation den 22 september, som trädde i kraft den 1 januari 1863. Även om Lincoln hade tänkt fatta beslutet tidigare, hade hans regering givit honom rådet att vänta till en unionsseger, för att undvika uppfattningen att det var ett beslut fattat i desperation. Unionssegern och Lincolns proklamation spelade stor roll för att avhålla regeringarna i Frankrike och Storbritannien från att erkänna Konfederationen; det fanns annars de som misstänkte att dessa länder planerade ett sådant erkännande efter ytterligare en unionsförlust. McClellan hade ingen kännedom innan slaget om att planen för emancipationsproklamationen vilade på hans framgångar på slagfältet.
Då McClellan inte förföljde Lee efter Antietam, beordrade Lincoln att han skulle fråntas befälet den 5 november. Generalmajor Ambrose Burnside tog befälet över Potomacarmén den 7 november. McClellan skrev till sin fru: "De vars bedömningar jag litar på, berättar för mig att jag genomförde slaget på ett utmärkt sätt och att det var ett mästerverk i krigskonsten. ...Jag känner att jag har gjort allt som kan begäras av mig genom att två gånger rädda landet. ...Jag känner en viss stolthet i att jag, med en slagen & demoraliserad armé, slog Lee på ett sådant definitivt sätt. ...Nå ja, endera dagen kommer historien göra mig rättvisa."

## Presidentvalet 1864

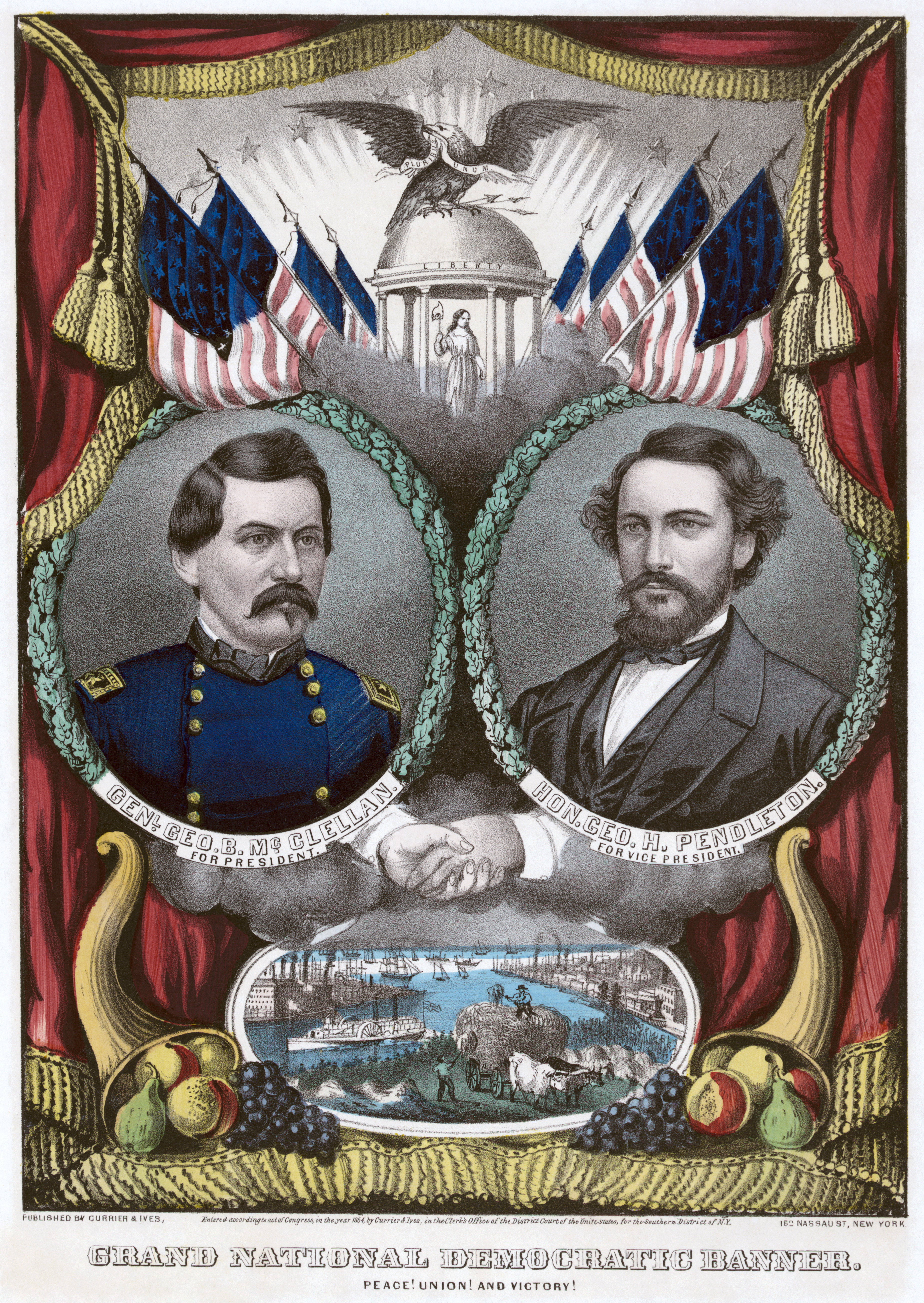
Tryck av Demokraternas kandidater 1864 av tryckeriet Currier and Ives, litografi med vattenfärger.

Krigsminister Stanton beordrade McClellan att infinna sig i Trenton, New Jersey, för att invänta vidare order, men inga kom. Medan kriget fortgick förekom det flera önskemål om att återinsätta McClellan i en framstående position, efter unionens förluster i Fredericksburg och Chancellorsville, när Robert E. Lee avancerade norrut i början av Gettysburgkampanjen, och när Jubal Early hotade Washington 1864. När Ulysses S. Grant blev högste militäre befälhavare, diskuterade han möjligheten att ge McClellan en ny, ospecificerad position. Alla dessa möjligheter var dock omöjliga, på grund av motståndet hos regeringen och vetskapen om att McClellan innebar ett möjligt politiskt hot. McClellan arbetade i flera månader på en lång rapport som beskrev hans två huvudsakliga kampanjer och hans framgångar vid organiserandet av armén, där han besvarade sina kritiker och rättfärdigade sina handlingar genom att beskylla regeringen för att ha sålt ut honom och nekat honom nödvändiga förstärkningar. Krigsdepartementet var tveksamt till att publicera rapporten därför att, strax efter att han hade gjort den klar i oktober 1863, McClellan gick ut öppet och sade att han hade givit sig in i politiken som demokrat.

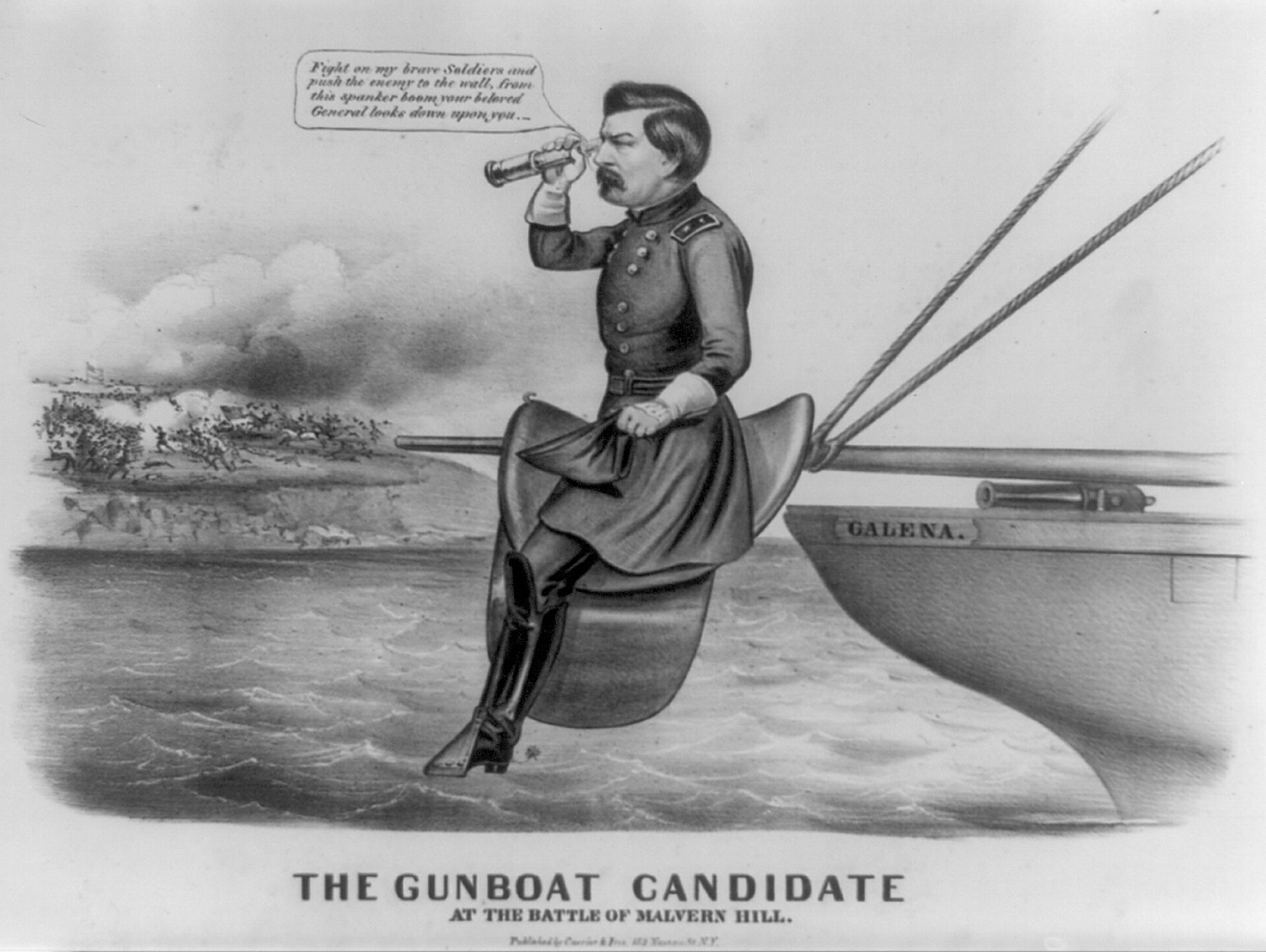
Skämtteckning av McClellan som användes av hans politiska motståndare i presidentvalskampanjen 1864.

McClellan nominerades av 1864 års Demokratiska nationella konvent för att kandidera mot Abraham Lincoln i presidentvalet 1864. Han följde Winfield Scotts exempel och kandiderade som armégeneral som fortfarande var i aktiv tjänst; han sade inte upp sig från sin tjänst i det militära förrän på valdagen, den 8 november 1864. Han stödde en fortsättning av kriget och ett återupprättande av unionen. Partiets valplattform, som var skriven av krigsmotståndaren Clement Vallandigham från Ohio, gick dock emot denna position. Plattformen agiterade för ett omedelbart slut på fientligheterna och en framförhandlad överenskommelse med Konfederationen. McClellan var tvungen att förkasta plattformen, vilket gjorde hans kampanj inkonsekvent och svår. Han fick inte heller hjälp av partiets val av vicepresidentkandidat, George H. Pendleton, en fredsförespråkande kandidat från Ohio.
Den djupa splittringen inom partiet, enigheten inom Republikanerna (som gick till val under namnet 
"Nationella enighetspartiet"), och de militära framgångarna för unionens styrkor hösten 1864 dömde McClellans kandidatur. Lincoln vann valet enkelt, med 212 elektorsröster mot 21 och 403 000 röster totalt, eller 55 procent. Medan McClellan hade varit mycket populär hos sina soldater när han var befälhavare, röstade de för Lincoln med marginaler på 3-1 eller mer. Lincolns andel av rösterna från Potomacarmén var 70 procent.

## Efter kriget

### Resor till Europa och civila arbeten
Efter kriget reste McClellan och hans familj på en lång resa till Europa (från 1865 till 1868). Under denna tid engagerade han sig inte i politik. När han kom tillbaka, uttalade Demokratiska partiet ett visst intresse av att nominera honom till president igen, men när det blev klart att Ulysses S. Grant skulle bli Republikanernas kandidat försvann detta intresse. McClellan arbetade på ingenjörsprojekt i New York City och erbjöds tjänsten som chef för det nyligen instiftade University of California.
McClellan utnämndes till chefsingenjör för New York City Department of Docks 1870. Denna position krävde uppenbarligen inte hans fulla tid, för från 1872 tjänstgjorde han också som verkställande direktör för Atlantic and Great Western Railroad. Han återvände till Europa med sin familj från 1873 till 1875.
I mars 1877 nominerades McClellan av New Yorks guvernör Lucius Robinson till att bli den förste chefen för New York State Department of Public Works, men han godkändes inte av New Yorks senat, då han ansågs vara "inkompetent för denna position".

### Guvernör
År 1877 nominerades McClellan av Demokraterna till att bli guvernör i New Jersey. Detta överraskade honom, eftersom han inte hade uttryckt något intresse av en sådan position. Han valdes och tjänstgjorde en treårig mandatperiod från 1878 till 1881. Hans mandatperiod utmärkte sig för försiktigt, konservativt verkställande arbete och minimal politisk oenighet.
Den avslutande delen av hans politiska karriär var ett starkt stöd för valet av Grover Cleveland i presidentvalet 1884. Han hoppades bli utsedd till krigsminister i Clevelands regering, en position som han skulle ha varit välmeriterad för, men politiska rivaler från New Jersey lyckades blockera nomineringen av honom.

## De sista åren
McClellans sista år ägnade han åt att resa och skriva. Han rättfärdigade sin militära karriär i McClellan’s Own Story, utgiven postumt 1887. Han avled oväntat vid 58 års ålder i Orange, New Jersey, sedan han hade haft smärtor i bröstet i några veckor. Hans sista ord, klockan 3 på morgonen den 29 oktober 1885, var: "Jag känner mig lättad nu. Tack." Han är begravd på Riverview Cemetery i Trenton, New Jersey.
McClellans son, George B. McClellan Jr. (1865-1940), föddes i Dresden i Tyskland under familjens första resa i Europa. Han kallades för Max inom familjen och var också politiker. Han var ledamot av USA:s representanthus för delstaten New York och som borgmästare i New York City från 1904 till 1909. McClellans dotter, Mary ("May") (1861-1945), gifte sig med en fransk diplomat och tillbringade stora delar av sitt liv utomlands. Hans fru Ellen avled 1915 i Nice i Frankrike, när hon besökte May i "Villa Antietam". Varken Max eller May gav paret McClellan några barnbarn.

## Eftermäle
The New York Post kommenterade i McClellans dödsruna: "Troligen har ingen soldat som slogs så litet någonsin blivit så omdiskuterad, och vi kan lägga till, med sådan skärpa, för sina kvaliteter som befälhavare." Denna skarpa diskussion har fortsatt i över ett sekel. McClellan rankas oftast bland de sämsta generalerna i amerikanska inbördeskriget. Debatten om McClellans förmåga och talang fortsätter dock att vara ett ämne för många kontroverser bland historiker inriktade på inbördeskriget och militärhistoria. Han har berömts av alla för sin organisatoriska förmåga och sina mycket goda relationer till soldaterna. Hans soldater gav honom smeknamnet "Little Mac"; andra kallade honom den "unge Napoleon". Det har föreslagits att hans ovilja att gå i strid till en del berodde på en innerlig önskan att undvika att förlora sina mannar. Ironiskt nog ledde detta till att han misslyckades med att ta initiativet gentemot fienden och sålunda missade tillfällen till avgörande segrar, som kunde ha avslutat kriget tidigt och således kunde ha besparat tusentals soldaters liv som dog i senare bataljer. Generaler som var mer framgångsrika i kriget, som Lee och Grant, hade en tendens att vara mer aggressiva och mer villiga att ta risken för ett stort slag även när inte alla förberedelser var perfekt utförda.
McClellan ansåg själv att det rätta sättet att leda militära operationer var att inte göra förflyttningar förrän förberedelserna är så kompletta som omständigheterna tillåter och att aldrig utkämpa ett slag utan något definitivt skäl som är värt den sannolika förlusten.
McClellans försiktighet när det kom till att pressa fienden var troligen inte en fråga om personligt mod, vilket han visade tydligt nog i fientlig eld i Mexikanska kriget. Stephen Sears skrev att hans förmåga att leda försvann under press: "Vid Glendale och Malvern Hill [...] flydde han fältet för att slippa ta ansvar. Vid Antietam, där det inte fanns något ställe att fly till, blev han paralyserad av obeslutsamhet. Sett i ett längre perspektiv kunde general McClellan vara både bekväm med och framgångsrik som verkställande befälhavare och också, om än inte fullt så framgångsrik, som strateg. Som befälhavare på slagfältet var han dock i fel position."
Ett av skälen till att McClellans rykte har solkats är hans egna memoarer. Historikern Allan Nevins skrev: "Historiestudenter måste alltid vara tacksamma för att McClellan så rättframt visade sina egna svagheter i sin postuma bok." Doris Kearns Goodwin hävdar att en genomgång av hans personliga korrespondens under kriget avslöjar en tendens till självförhärligande. Hans ursprungliga manus var klart 1881, men det enda exemplaret brann upp. Han började skriva ett nytt manus som kom att ges ut postumt 1887, som McClellan's Own Story. Han avled dock innan den var halvfärdig och William C. Prime, som hade uppdraget att göra det klart och var redaktör på Journal of Commerce i New York som var anhängare av McClellan, tog med utdrag ur omkring 250 brev som McClellan skrev till sin fru under kriget, där han hade som vana att avslöja sina innersta känslor och åsikter.
Medan McClellans rykte har blivit sämre över tid, särskilt de senaste 75 åren, är det en liten skara inbördeskrigshistoriker som anser att han har blivit orättfärdigt bedömd på åtminstone fyra punkter. För det första säger McClellans anhängare att eftersom McClellan var en konservativ demokrat med stor personlig karisma, fanns det radikala republikaner som var rädda för hans politiska potential och därför medveten underminerade hans operationer i fält. För det andra, genom att de radikala republikanerna var vinnarna i inbördeskriget, kunde de skriva dess historia och sätta deras värste politiske fiende vid den tiden, McClellan, i värsta möjliga dager. För det tredje är historiker angelägna om att stödja Lincoln, när denne som USA:s största politiska helgon arbetade på att slå ut en annan politiker genom att skylla tidiga militära motgångar på McClellan snarare än Lincoln och krigsministern Edwin M. Stanton. För det fjärde att Lincoln och Stanton medvetet undergrävde McClellan på grund av hans mer medgörliga inställning till sydstaterna, vilket hade kunnat leda till ett mindre destruktivt slut på kriget om Richmond hade fallit som resultat av halvökampanjen. Förespråkare för denna historiesyn hävdar att McClellan kritiseras mer för sin helt klart stötande personlighet än för sina faktiska förmågor på fältet.
Flera geografiska platser har fått namn efter George B. McClellan. Bland dessa finns Fort McClellan i Alabama, McClellan Butte i Mount Baker-Snoqualmie National Forest, där han reste medan han genomförde undersökningen för Pacific Railroad 1853, McClellan Street i North Bend, Washington, McClellan Street i södra Philadelphia, McClellan Road i Cupertino, Kalifornien, McClellan Elementary School i Chicago, och en ryttarstaty i brons i Washington, D.C. En annan ryttarstaty av honom finns framför Philadelphia City Hall.

## Valstatistik
Demokratiska nationella konventet 1864:
- George B. McClellan - 174 (77,33 procent)
- Thomas H. Seymour - 38 (16,89 procent)
- Horatio Seymour - 12 (5,33 procent)
- Charles O'Conor - 1 (0,44 procent)
- Franklin Pierce - 0 (0,00 procent)

USA:s presidentval 1864
- Abraham Lincoln/Andrew Johnson (National Union Party) - 2 218 388 (55,0 procent) och 212 elektorer
- George B. McClellan/George H. Pendleton (Demokraterna) - 1 812 807 (45,0 procent) och 21 elektorer (vann tre stater)

New Jerseys guvernörsval 1877:
- George B. McClellan (Demokraterna) - 97 837 (51,65 procent)
- William Augustus Newell (Republikanerna) - 85 094 (44,92 procent)

## Utvalda arbeten
- The Mexican War Diary of George B. McClellan (William Starr Myers, redaktör), utgiven postumt, 1917.
- Bayonet Exercise, or School of the Infantry Soldier, in the Use of the Musket in Hand-To-Hand Conflicts (översatt från franska, Gomard), 1852. Återutgiven som Manual of Bayonet Exercise: Prepared for the Use of the Army of United States, 1862.
- The Report of Captain George B. McClellan, One of the Officers Sent to the Seat of War in Europe, in 1855 and 1856, 1857. Återutgiven som The Armies of Europe, 1861.
- European Cavalry, Including Details of the Organization of the Cavalry Service Among the Principal Nations of Europe, 1861.
- Regulations and Instructions for the Field Service of the United States Cavalry in Time of War, 1861. Återutgiven som Regulations for the Field Service of Cavalry in Time of War, 1862.
- McClellan's Own Story (William C. Prime, redaktör), 1887.